# Fritz Graff

Fritz Graff

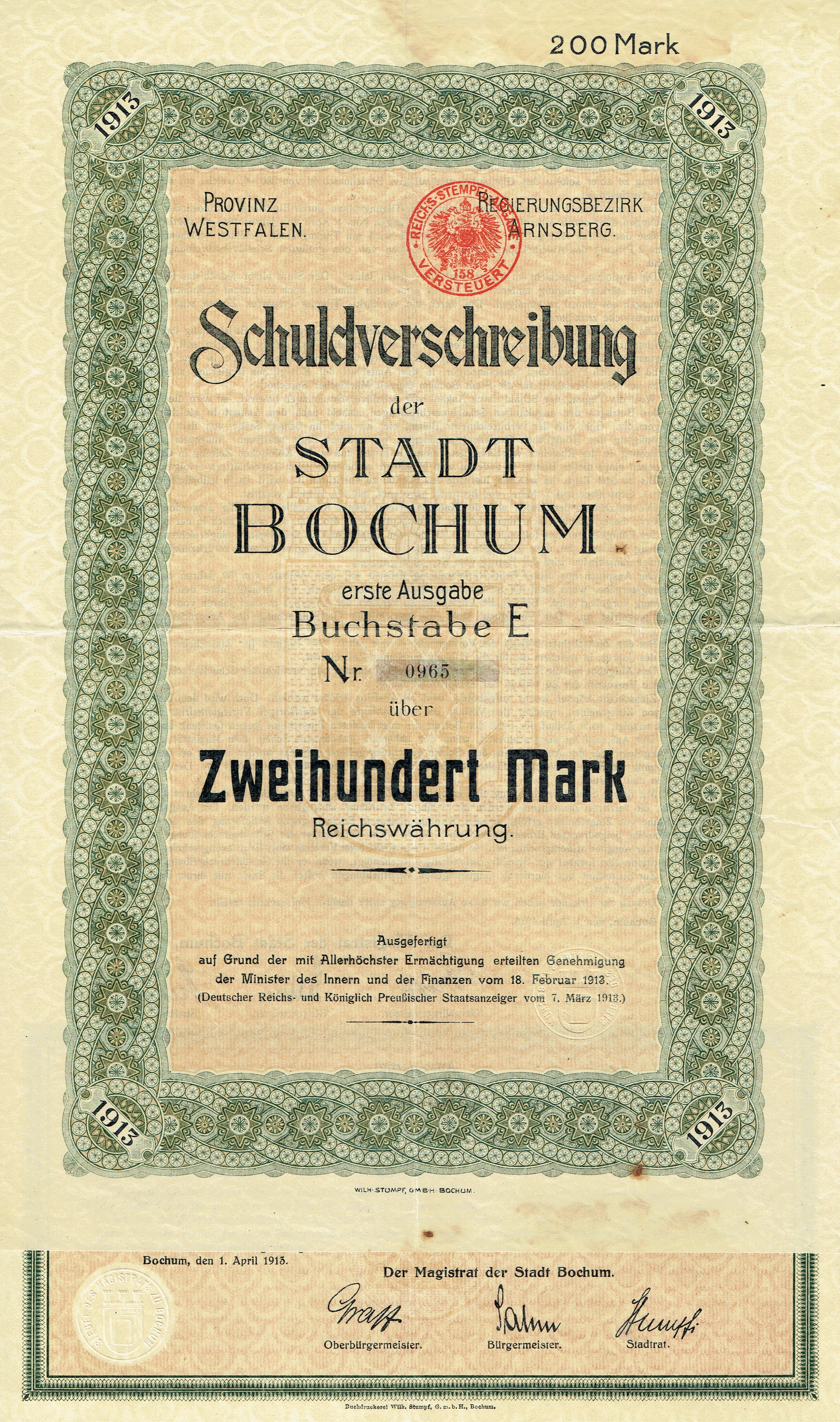
Schuldverschreibung der Stadt Bochum vom 1. April 1913 mit Unterschrift von Oberbürgermeister Graff

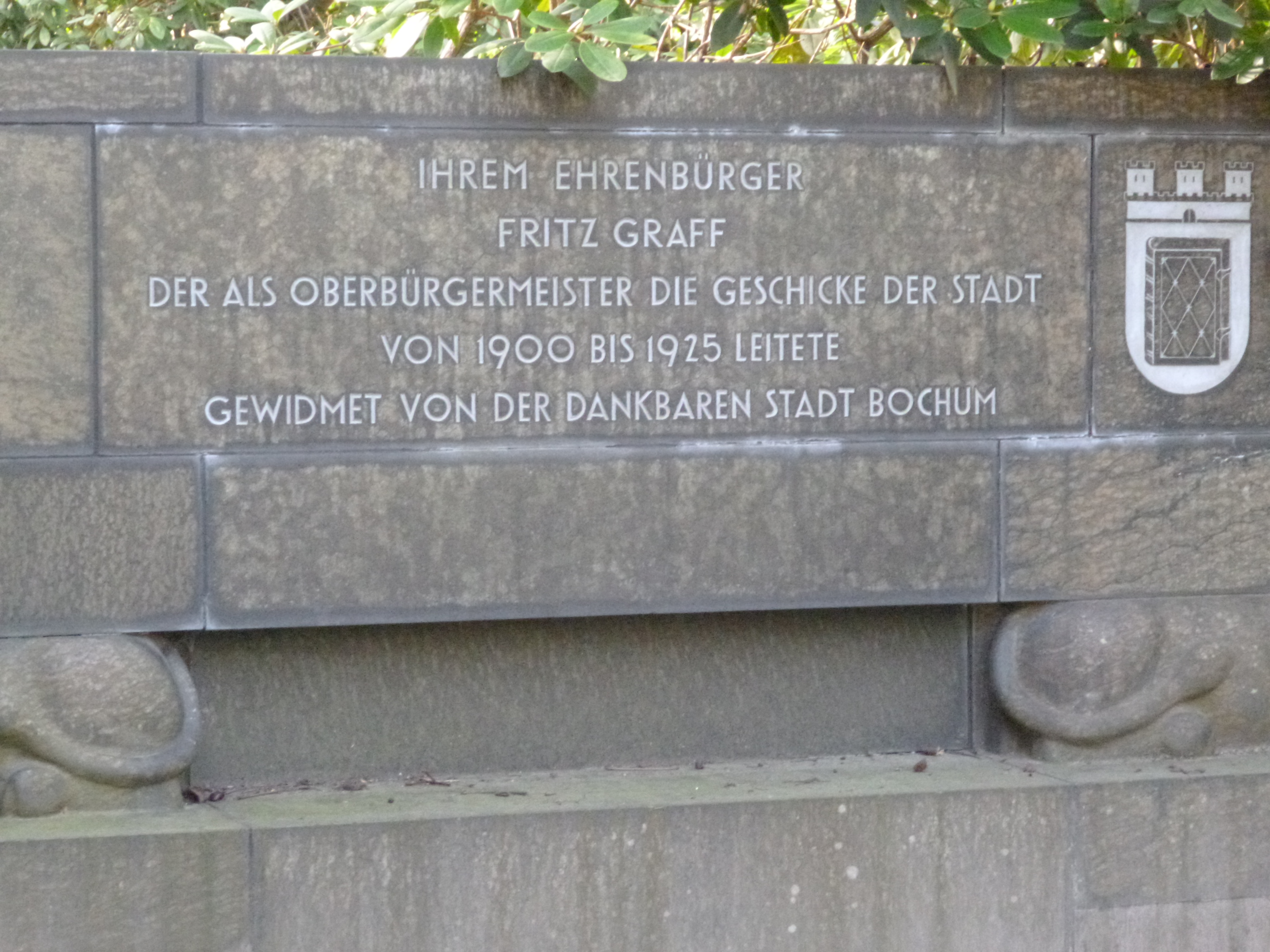
Grab

Fritz Wilhelm Georg Graff (* 2. April 1858 in Hürth; † 18. September 1929 in Bochum) war von 13. August 1904 bis 26. Januar 1925 Oberbürgermeister von Bochum.
Graff wurde zuerst am 29. Mai 1891 Stadtrat in Bochum. Nach dem Tod von Karl Lange wurde er einstimmig 1897 als Langes Nachfolger zum 2. Bürgermeister gewählt. Am 28. Mai 1897 und Oberbürgermeister am 3. März 1900. Im Preußischen Herrenhaus war Graff von 1909 bis 1918 Mitglied.
In seine Amtszeit fiel die Eingemeindungen von 1904. Mit dieser wurde Bochum zur Großstadt. Durch den weiterhin rasanten Wachstum in dem Industriegebiet wurde Bochum endgültig von einer ehemaligen ländlichen Gemeinde zu einer großen Industriestadt. Widrigkeiten zu seiner Amtszeit waren des Ersten Weltkrieges, der auch Folgen bis ins Zivilleben hatte. In dieser Zeit wurde auf dem Blumenfriedhof auch der Ehrenfriedhof eingerichtet. Nach dem Krieg mussten die Auswirkungen der Not unter der Bevölkerung, revolutionären Unruhen wie der Kapp-Putsch und den darauffolgenden Ruhraufstand und die Besetzung des Ruhrgebiets durch die französische Armee gemeistert werden. Er wollte im März 1924 in den Ruhestand gehen, wurde aber gebeten, das Amt ehrenamtlich weiterzuführen, bis ein Nachfolger im Amt ist.
Graff wurde für seine Verdienste für Bochum nach dem Ausscheiden aus dem Amt am 20. Mai 1925 zum Ehrenbürger von Bochum ernannt. Er war das erste Stadtoberhaupt mit dieser Ehrung. Zu Lebzeiten wurde im Bochumer Stadtteil Weitmar eine Straße, der Graffring, nach ihm benannt. Seine letzte Ruhe fand Graff in einem städtischen Ehrengrab auf dem Friedhof Blumenstraße. Das Grabmal steht unter der Nummer A 671 unter Denkmalschutz.